# Radovan Loužecký
Radovan Loužecký (* 21. září 1963) je bývalý český fotbalista, útočník. Po skončení aktivní kariéry působí jako trenér mládeže.

## Fotbalová kariéra
V československé a české lize hrál za Spartu Praha a SK Dynamo České Budějovice. V československé lize nastoupil v 16 utkáních.

## Ligová bilance
| Ročník                                   | Zápasy | Góly | Klub                       |
| ---------------------------------------- | ------ | ---- | -------------------------- |
| 1. československá fotbalová liga 1981/82 | 6      | 0    | Sparta Praha               |
| 1. československá fotbalová liga 1982/83 | 4      | 0    | AC Sparta Praha            |
| 1. československá fotbalová liga 1986/87 | 6      | 0    | SK Dynamo České Budějovice |
| CELKEM                                   | 16     | 0    |                            |